# 马瓜伊夫琳
马瓜伊夫琳（日语：／ Mawuli Evelyn，1995年6月2日—）生于爱知县丰桥市，是一名加纳裔日本女子篮球运动员，场上位置是小前锋。她的父母都是加纳人，两人因为工作原因来到日本定居，伊夫琳小学四年级时开始练习篮球，14岁时，伊夫琳希望归化至日本，以便能代表日本参加国际比赛，然而由于未成年人无法独自申请日本国籍，她和家人经过一番讨论后，最终决定全家都申请日本国籍。伊夫琳的妹妹斯蒂芬妮同样是篮球运动员，两人都曾共同入选2020东京奥运日本代表团名单。